# Setmana Catalana de 2005
La Setmana Catalana de 2005, va ser la 42a i última edició de la Setmana Catalana de Ciclisme. Es disputà en 5 etapes del 21 al 24 de març de 2005. El vencedor final fou l'espanyol Alberto Contador de l'equip Liberty Seguros-Würth per davant de David Bernabeu i Peio Arreitunandia.
La "Setmana" es disputa en només quatre dies, amb un recorregut bastant simple i només amb l'etapa de Coll de Pal com a principal incentiu. Així un jove Contador, es va emportar la victòria final gràcies al seu domini a la muntanya.
Aquesta seria l'última edió de la Setmana Catalana. Els problemes econòmics i els canvis que estava vivint el ciclisme mundial van ser els principals motius.

## Etapes
| Etapa | Data       | Ciutats d'etapa                                           | km    | Vencedor de l'etapa     | Líder de la general    |
| ----- | ---------- | --------------------------------------------------------- | ----- | ----------------------- | ---------------------- |
| 1a    | 21 de març | Lloret de Mar – Lloret de Mar                             | 165,5 | Uroš Murn (SVN)         | Uroš Murn (SVN)        |
| 2a    | 22 de març | Lloret de Mar – Empuriabrava                              | 168,8 | Claudio Corioni (ITA)   | Claudio Corioni (ITA)  |
| 3a    | 23 de març | Castelló d'Empúries - Coll de Pal                         | 157,0 | Alberto Contador (ESP)  | Alberto Contador (ESP) |
| 4a    | 24 de març | Bagà - Palau Solità i Plegamans                           | 162,0 | Robert Hunter (RSA)     | Alberto Contador (ESP) |
| 5a    | 24 de març | Palau Solità i Plegamans - Palau Solità i Plegamans (CRI) | 15,9  | Fabian Cancellara (SUI) | Alberto Contador (ESP) |

### 1a etapa[2]
21-03-2005: Lloret de Mar, 165,5 km.:
|   | Ciclista              | Equip             | Temps      |
| - | --------------------- | ----------------- | ---------- |
| 1 | Uroš Murn (SVN)       | Phonak            | 4h 22' 30" |
| 2 | Claudio Corioni (ITA) | Fassa Bortolo     | m. t.      |
| 3 | Mikel Artetxe (ESP)   | Euskaltel-Euskadi | m. t.      |

### 2a etapa[3]
22-03-2005: Lloret de Mar – Empuriabrava, 168,8 km.
|   | Ciclista                  | Equip             | Temps      |
| - | ------------------------- | ----------------- | ---------- |
| 1 | Claudio Corioni (ITA)     | Fassa Bortolo     | 4h 05' 02" |
| 2 | Aitor Pérez Arrieta (ESP) | Spiuk-Semar       | m. t.      |
| 3 | Josep Jufré (ESP)         | Relax-Fuenlabrada | m. t.      |

### 3a etapa[4]
23-03-2005: Castelló d'Empúries - Coll de Pal, 157,0 km.:
|   | Ciclista                 | Equip                 | Temps      |
| - | ------------------------ | --------------------- | ---------- |
| 1 | Alberto Contador (ESP)   | Liberty Seguros-Würth | 4h 30' 31" |
| 2 | Peio Arreitunandia (ESP) | Barloworld            | + 07"      |
| 3 | Koldo Gil (ESP)          | Liberty Seguros-Würth | + 13"      |

### 4a etapa[5]
24-03-2005: Bagà - Palau Solità i Plegamans, 162,0 km.:
|   | Ciclista              | Equip                | Temps      |
| - | --------------------- | -------------------- | ---------- |
| 1 | Robert Hunter (RSA)   | Phonak               | 3h 58' 14" |
| 2 | Claudio Corioni (ITA) | Fassa Bortolo        | m. t.      |
| 3 | Àngel Edo (ESP)       | Saunier Duval-Prodir | m. t.      |

### 5a etapa[5]
24-03-2005: Palau Solità i Plegamans, 15,9 km.:
|   | Ciclista                | Equip                          | Temps   |
| - | ----------------------- | ------------------------------ | ------- |
| 1 | Fabian Cancellara (SUI) | Fassa Bortolo                  | 19' 29" |
| 2 | Tom Danielson           | Discovery Channel              | + 07"   |
| 3 | Vladímir Karpets (RUS)  | Illes Balears-Caisse d'Epargne | + 10"   |

## Classificació General
|    | Ciclista                         | Equip                 | Punts       |
| -- | -------------------------------- | --------------------- | ----------- |
| 1  | Alberto Contador (ESP)           | Liberty Seguros-Würth | 17h 15' 58" |
| 2  | David Bernabeu (ESP)             | Comunitat Valenciana  | + 36"       |
| 3  | Peio Arreitunandia (ESP)         | Barloworld            | + 39"       |
| 4  | Tom Danielson                    | Discovery Channel     | + 1' 00"    |
| 5  | Koldo Gil (ESP)                  | Liberty Seguros-Würth | + 1' 03"    |
| 6  | José Luis Rubiera (ESP)          | Discovery Channel     | + 1' 05"    |
| 7  | José Ángel Gómez Marchante (ESP) | Saunier Duval-Prodir  | + 1' 13"    |
| 8  | Jorge Ferrío (ESP)               | Spiuk-Semar           | + 1' 31"    |
| 9  | Roberto Heras (ESP)              | Liberty Seguros-Würth | + 1' 33"    |
| 10 | Carlos García Quesada (ESP)      | Comunitat Valenciana  | + 2' 05"    |